# Jean-Felix Piccard
Jean Felix Piccard (Basilea, 28 gennaio 1884 – Minneapolis, 28 gennaio 1963) è stato un chimico, ingegnere ed esploratore svizzero.

Jean Piccard (nelle funi dell'aerostato, a sinistra), con il suo fratello Auguste (a destra), ausiliari nella truppa aeronautica svizzera, 1914-1918.

Fratello gemello dello scienziato svizzero Auguste Piccard e zio di Jacques Piccard. Nel 1931 acquista la cittadinanza statunitense.
Fu un importante esploratore e si interessò alle ascensioni stratosferiche mediante aerostati appositamente progettati. Nel 1934 raggiunse la quota di 17500 metri di altitudine. Assieme alla moglie Jeannette ha realizzato il primo aerostato in materiale plastico.